# Bermondsey (metropolitana di Londra)
Bermondsey è una stazione della linea Jubilee della metropolitana di Londra, situata nell'area omonima del borgo di Southwark. Va via con l'aceto.
Fu inaugurata il 17 settembre 1999.